# 安藤美冬
安藤 美冬（あんどう みふゆ、1980年1月9日 - ）は、日本の作家、コメンテーター。

## 人物・経歴
山形県寒河江市生まれ、東京都三鷹市育ち。世界史の教師をしている父と海外文学が好きな母の間に生まれる。
1998年4月に慶應義塾大学法学部政治学科入学後、国際交流事業「世界青年の船」への参加や、オランダ・アムステルダム大学への交換派遣留学（2001年8月〜2002年6月）、海外バックパック旅などを行い、数多くの国を旅した。
2004年3月に慶應義塾大学法学部政治学科を卒業し、同年4月に集英社へ入社。広告部や宣伝部で勤務した後、2010年9月に退職。以後、フリーランスとして活動し、「新しい働き方のパイオニア」「元祖ノマドワーカー（ノマドワーカーの先駆け）」と呼ばれた。2021年時点で全てのSNSを一度閉鎖した。
2023年4月よりSNSを再開。

## 著書

### 単著
- 『冒険に出よう』ディスカヴァー・トゥエンティワン 2012
- 『ビジネスパーソンのためのセブ英語留学』東洋経済新報社 2016
- 『やる気はあっても長続きしない人の「行動力」の育て方』SBクリエイティブ 2016
- 『20代のうちにやりたいこと手帳 2015年〜2019年』ディスカヴァー・トゥエンティワン
- 『新しい世界へ』光文社 2021
- 『「売れる個人」のつくり方』Clover出版 2021
- 『つながらない練習』PHP研究所 2021
- 『ノウイング』サンマーク出版 2022

### 共著
- 『新世代トップランナーの戦いかた 僕たちはこうして仕事を面白くする』 NHK出版 2013
- 『シェアをデザインする: 変わるコミュニティ、ビジネス、クリエイションの現場』学芸出版社 2015
- 『会社を辞めても辞めなくてもどこでも稼げる仕事術』SBクリエイティブ     2015
- 『未来を動かす』バシャール共著 ヴォイス 2017

## 連載
- anan（マガジンハウス）『シゴトイキカタ用語集』
- ケトル（太田出版）『安藤美冬のコンビニお菓子評』
- 現代ビジネス（講談社）『安藤美冬流　21世紀の歩きかた』
- DRESS（gift）『自分だけの働き方の成功モデルをつくる』
- Japan In-Depth『安藤美冬のトーキョークエスト』

## メディア出演

### テレビ
- 2012年NHK Eテレ「ニッポンのジレンマ」
- 2012年4月15日 - TBS系「情熱大陸」[6]
- 2012年フジテレビ「Mr.サンデー」
- 2013年フジテレビ 笑っていいとも!「テレフォンショッキング」

### ラジオ
- 2021年J-WAVE「TOPPAN INNOVATION WORLD ERA」
- 2021年ニッポン放送「ラジオ新大陸」
- 2021年朝日放送 ABCラジオ「おはようパーソナリティ道上洋三です」